# لائورا دل سل
لائورا دل سل (اسپانیایی: Laura del Sol‎؛ زادهٔ ۱۹۶۱) بازیگر، بالرین، طراح رقص، هنرمند رقص و بازیگر اهل اسپانیا است.
از فیلم‌ها یا برنامه‌های تلویزیونی که وی در آن نقش داشته است، می‌توان به سفر به هیچ‌کجا، کارمن، ضربه و عشق، افسونگر اشاره کرد.